# Adam Kilian
Adam Kilian (ur. 13 lutego 1923 we Lwowie, zm. 25 czerwca 2016 w Warszawie) – artysta plastyk, ilustrator, jeden z czołowych polskich scenografów współpracujących z teatrami lalek.

## Życiorys
Urodził się w rodzinie Alfreda i Janiny Kilian-Stanisławskiej. Podczas deportacji sowieckiej w nocy z 13 na 14 kwietnia 1940 został wywieziony ze Lwowa wraz z rodziną do Kazachstanu. Jego matka (krytyk sztuki, ilustratorka, literatka) stworzyła w 1945 w Samarkandzie polski Teatr Lalek Niebieskie Migdały, który po powrocie do kraju prowadziła najpierw w Krakowie a następnie w Warszawie.
Podczas II wojny światowej był żołnierzem armii gen. Władysława Andersa. W latach 1945–1948 studiował na wydziale architektury w College of Arts and Crafts w Nottingham.
Po powrocie do kraju, w latach 1948–1950 był dyrektorem i scenografem Teatru Lalek Niebieskie Migdały (od 1951 Teatr Lalka), w którym następnie przez wiele lat był scenografem, kierownikiem plastycznym (1950–1988) oraz konsultantem plastycznym (1988–2012). Stworzył ponad trzysta scenografii do teatrów aktorskich, lalkowych i operowych, pracując także dla telewizji i filmów animowanych.
Współpracował także jako grafik z redakcją tygodnika dla dzieci Płomyczek, ilustrował wiele książek dla dzieci, projektował plakaty i pocztówki.
Ojciec Jarosława, reżysera teatralnego, i Joanny Kilian Michieletti.
Zmarł w Warszawie, pochowany na cmentarzu Służewieckim przy ul. Fosa.

## Ordery i odznaczenia
- Krzyż Komandorski Orderu Odrodzenia Polski (26 października 1994)[5]
- Krzyż Kawalerski Orderu Odrodzenia Polski (1977)
- Złoty Krzyż Zasługi (1961)
- Złoty Medal „Zasłużony Kulturze Gloria Artis” (28 kwietnia 2008)[6][7]
- Medal Komisji Edukacji Narodowej (1964)
- Order Uśmiechu (1974)
- Odznaka honorowa „Za Zasługi dla Warszawy” (1977)

Źródło:.

## Nagrody i wyróżnienia
- Złoty Medal za grafikę na Triennale Sztuki Dekoracyjnej w Mediolanie (1960)
- wyróżnienie na III FTPP w Toruniu za scenografię do Zemsty Aleksandra Fredry w reżyserii J.Grudy w Teatrach Dramatycznych w Szczecinie (1961)
- Nagroda Ministra Kultury i Sztuki II stopnia za twórczość scenograficzną w Teatrze Lalka w Warszawie, a w szczególności w przedstawieniu O Zwyrtale Muzykancie oraz oryginalną - powstałą z inspiracji plastyki ludowej scenografię do Wesela w Teatrach Dramatycznych w Szczecinie (1963)
- Nagroda Ministra Kultury i Sztuki III stopnia z okazji wystawy „Polskie dzieło plastyczne w 15-leciu PRL” (1963)
- II nagroda na II Ogólnopolskim Festiwalu Teatrów Lalek w Opolu za scenografię do spektaklu Lodoiska w reżyserii A.Rettingera w Państwowym Teatrze Lalek „Chochlik” we Wrocławiu (1964)
- Nagroda na Kaliskich Spotkaniach Teatralnych za scenografię do Wesela w Teatrze Powszechnym w Warszawie (1964)
- Nagroda (wspólnie z Z.Wierchowicz, Z.Pietrusińską, S.Bąkowskim, W.Lange) za zestaw kostiumów na II Międzynarodowym Triennale Scenografii Teatralnej i Kostiumowej w Nowym Sadzie (1969)
- Nagroda Prezesa Rady Ministrów za twórczość dla dzieci i młodzieży - za całokształt twórczości scenograficznej dla teatru lalki, żywego aktora, filmu animowanego i prace w dziedzinie ilustracji książkowej (1973)
- Nagroda m.st. Warszawy (1974)
- nagroda na XVIII FTPP w Toruniu za scenografię do sztuki Na szkle malowane E.Brylla i K.Gaertner w Teatrze Współczesnym w Szczecinie (1976)
- Dyplom Honorowy na Międzynarodowym Festiwalu Filmów Młodego Widza „Ale Kino!” w Poznaniu za scenografię do filmu rysunkowego Ballada o tęczy (1977)[3]
- II nagroda na IX Ogólnopolskim Festiwalu Teatrów Lalek w Opolu za scenografię do Szopki krakowskiej S. i T.Estreicherów w reżyserii B.Radkowskiego w Państwowym Teatrze Lalek „Pleciuga” w Szczecinie (1979)
- Złoty Medal na IV Quadriennale Scenografii w Pradze (1979)
- Nagroda zespołowa Prezesa Rady Ministrów dla realizatorów opery baśniowej Jaś i Małgosia (1981)
- nagroda na IX OKT w Opolu za scenografię do sztuki Cud mniemany czyli Krakowiacy i górale W.Bogusławskiego (1983)
- nagroda na XII Ogólnopolskim Festiwalu Teatrów Lalkowych w Opolu za wartość plastyczną przedstawienia O strasznym smoku i dzielnym szewczyku... M.Kownackiej w Teatrze Lalka w Warszawie (1987)
- Nagroda Wojewody Gdańskiego za scenografię do spektakli Przygody Sindbada Żeglarza i Pastorałka w Teatrze Miejskim w Gdyni (1993)
- Złota Maska (Śląsk) za scenografię do Pięknej i Bestii w Teatrze im. Adama Mickiewicza w Częstochowie (1996)
- Nagroda „Koryfeusz scenografii polskiej” (1999)
- Doroczna Nagroda Ministra Kultury w dziedzinie teatru w zakresie scenografii za rok 2001 (2002)
- Sztuka młodym - nagroda Prezydenta RP za twórczość i działalność artystyczną dla dzieci i młodzieży (2002)[8]
- nagroda na XXIII Ogólnopolskim Festiwalu Teatrów Lalkowych w Opolu za scenografię do przedstawienia Spowiedź w drewnie. Żywoty świętych J.Wilkowskiego i J.Wowro w reżyserii K.Kobyłki z Opolskiego Teatru Lalki i Aktora im. Smolki (2007)
- Nagroda GUSTAW za całokształt twórczości artystycznej (2009)
- Nagroda HENRYK za wybitne osiągnięcia w dziedzinie teatru lalek (2010)
- Nagroda ZAiKS-u za całokształt twórczości dla dzieci (2014)[9]

Źródło:.